# 速寫
速寫，通常指快速繪畫。大部份的速寫都是快速的素描，僅勾勒出一個物體大致輪廓、形體，而不加繪肌理，光影的細節與變化。對於學習藝術的入門者來說，速寫是大量練習的技巧，也是觀察和美感培養的日記。對於設計師來說，速寫更加是記錄與說明創意的重要表達工具。
人物速寫是觀光區常見的職業之一，以麥克筆勾勒觀光客的輪廓，加上幽默的圖案，並在15到30分鐘內完成，這就是人物速寫。
雖然我們在博物館看到藝術大師的速寫多半是單色，使用鋼筆、鉛筆或炭枝等所畫出的作品。事實上也有很多速寫是用色塊來表現的。